# Olympische Sommerspiele 1992/Teilnehmer (Papua-Neuguinea)
| Gelbes Symbol für Goldmedaillen mit stilisierten Olympischen Ringen | Graues Symbol für Silbermedaillen mit stilisierten Olympischen Ringen | Braundes Symbol für Bronzemedaillen mit stilisierten Olympischen Ringen |
| ------------------------------------------------------------------- | --------------------------------------------------------------------- | ----------------------------------------------------------------------- |
| —                                                                   | —                                                                     | —                                                                       |

Papua-Neuguinea nahm an den Olympischen Sommerspielen 1992 in Barcelona, Spanien, mit einer Delegation von 13 Sportlern (12 Männer und eine Frau) teil.

## Teilnehmer nach Sportarten

### Boxen
- Ronnie Noan
Fliegengewicht: 17. Platz

- John Sem
Bantamgewicht: 17. Platz

- Steven Kevi
Federgewicht: 17. Platz

- Henry Kungsi
Leichtgewicht: 9. Platz

- Hubert Meta
Halbweltergewicht: 9. Platz

### Gewichtheben
- Paul Enuki
Mittelschwergewicht: 19. Platz

### Leichtathletik
- Bernard Manana
100 Meter: Vorläufe
4 × 400 Meter: Vorläufe

- Kaminiel Selot
200 Meter: Vorläufe
4 × 400 Meter: Vorläufe

- Subul Babo
400 Meter: Vorläufe
4 × 400 Meter: Vorläufe

- Baobo Neuendorf
400 Meter Hürden: Vorläufe
4 × 400 Meter: Vorläufe

- Eric Momberger
Zehnkampf: 25. Platz

- Rosemary Turare
Frauen, 1500 Meter: Vorläufe
Frauen, 3000 Meter: Vorläufe
Frauen, 10.000 Meter: Vorläufe

### Segeln
- Graham Numa
Windsurfen: 43. Platz